# جاء بيت
جاء بيت هي مدينة في مقاطعة شالوس، إيران. عدد سكان هذه المدينة هو 4,768 في سنة 2006.